# Pluvialis
Pluvialis é um gênero de tarambolas, um grupo de aves pernaltas compreendendo quatro espécies que se reproduzem no hemisfério norte temperado ou ártico.
Na plumagem reprodutiva, todos eles têm partes inferiores em grande parte pretas e partes superiores douradas ou prateadas. Eles têm bicos relativamente curtos e se alimentam principalmente de insetos, vermes ou outros invertebrados, dependendo do habitat, que são obtidos por uma técnica de corrida e pausa, em vez da sondagem constante de alguns outros grupos pernaltas. Eles caçam pela visão, e não pelo tato, como fazem os limícolas de bico longo.

## Taxonomia
O gênero Pluvialis foi introduzido pelo zoólogo francês Mathurin Jacques Brisson em 1760 com a tarambola dourada europeia ( Pluvialis apricaria ) como espécie-tipo. O nome do gênero é latim e significa relativo à chuva, de pluvia, "chuva". Acreditava-se que eles se reuniam quando a chuva era iminente.
O gênero contém quatro espécies: 
| plumagem reprodutiva | Plumagem não reprodutiva | Nome comum                                       | Nome científico      | Distribuição                               |
| -------------------- | ------------------------ | ------------------------------------------------ | -------------------- | ------------------------------------------ |
|                      |                          | tarambola dourada europeia                       | Pluvialis apricaria  | Tundra ártica e outras áreas paleárticas   |
|                      |                          | Tarambola Dourada do Pacífico                    | Pluvialis fulva      | Regiões árticas da Sibéria e Alasca        |
|                      |                          | tarambola dourada americana                      | Pluvialis dominica   | Tundra ártica do norte do Canadá e Alasca. |
|                      |                          | Tarambola-cinzenta ou tarambola-de-barriga-preta | Pluvialis squatarola | Cosmopolita                                |

As tarambolas douradas americanas e do Pacífico eram anteriormente consideradas coespecíficas como "tarambola dourada menor".